# یوتا قیفاووس
یوتا قیفاووس یک ستاره است که در صورت فلکی قیفاووس قرار دارد.